# Isophya beybienkoi
Isophya beybienkoi är en insektsart som beskrevs av Maran 1958. Isophya beybienkoi ingår i släktet Isophya och familjen vårtbitare. Inga underarter finns listade i Catalogue of Life.